# Porte de Trèves (Bastogne)
La porte de Trèves est une construction du XIVe siècle située dans la ville de Bastogne en province de Luxembourg dans les Ardennes belges. 
Elle est classée sur la liste du patrimoine immobilier classé de Bastogne et  sur la liste du patrimoine exceptionnel de la Région wallonne.

## Localisation
La porte de Trèves (ou porte basse) est située au nord-est du centre historique de Bastogne, dans la partie basse de la ville à l'arrière de l'église Saint-Pierre au carrefour des rues Piconrue, des Quatre-Bras et Porte de Trèves.

## Historique
La construction de remparts entourant Bastogne et comprenant une douzaine de tours de défense ainsi que deux portes est décidée en 1332 par Jean l'Aveugle, comte de Luxembourg et de La Roche, roi de Bohème et de Pologne. Ces remparts sont érigés entre 1341 et 1360. De toutes ces fortifications, la porte de Trèves est le seul élément notoire encore debout. En effet, en 1688, les remparts sont démolis sur l’ordre du roi de France Louis XIV. La porte de Trèves devient alors une prison. Pendant la Seconde Guerre mondiale et plus précisément lors du siège de Bastogne, en décembre 1944 et janvier 1945, les bombardements ont fortement détruit la porte qui est reconstruite après la guerre.

## Description
L'édifice présente une base carrée d'environ 8 m de côté et d'une hauteur de 17 m. Un tunnel d'orientation nord-ouest vers sud-est traverse le bâtiment. Il était fermé à ses extrémités par deux portes qui permettaient l'entrée ou la sortie de la ville. La porte sud-est ou porte extérieure est bâtie en arc brisé et surmontée d'une petite niche avec statue. La partie supérieure comprend trois bretèches. La porte nord-ouest ou porte intérieure forme un arc en plein cintre. Chaque façade comporte quelques petites ouvertures. On remarque aussi sur les façades nord-est et sud-ouest deux petits pans de murs se détachant du bâtiment et laissant augurer l'axe des remparts.
Le bâtiment est construit en pierre de grès schisteux propre à la région ardennaise. La toiture à double niveau est recouverte d'ardoises.

## Visite
Des expositions temporaires sont organisées par le Cercle d’Histoire de la ville. La porte reçoit les visites de groupes (scolaires et autres) sur rendez-vous.